# Gino (efterrätt)
Gino är en svensk efterrätt bestående av ugnsgratinerade frukter och bär med vit choklad. Den brukar serveras med vaniljglass. Gino skapades på restaurang PA & Co i Stockholm och gav senare namn åt en rockklubb/nattklubb. Rätten var särskilt populär under 1990-talet.
Originalet gjordes med banan, kiwi och jordgubbar. Varianter kan göras med andra frukter eller bär, mörk choklad eller mjölkchoklad.
Frukterna skivas och läggs i en ugnsform, chokladen rivs över och formen ställs in i ugnen några minuter. Gino kan exempelvis serveras till nyår eller som avslutning på en helgmiddag.